# 1520 az irodalomban
Az 1520. év az irodalomban.

## Új művek
- Luther Márton vitairatai:
  - De captivitate Babylonica Ecclesiae praeludium (Az egyház babiloni fogságáról)
  - De Libertate Christiana (A keresztény ember szabadságáról).[1]
- Werbőczy István mecénásként támogatja Joannis Camers bécsi ferences szerzetes könyvének megjelenését.[2]

## Születések

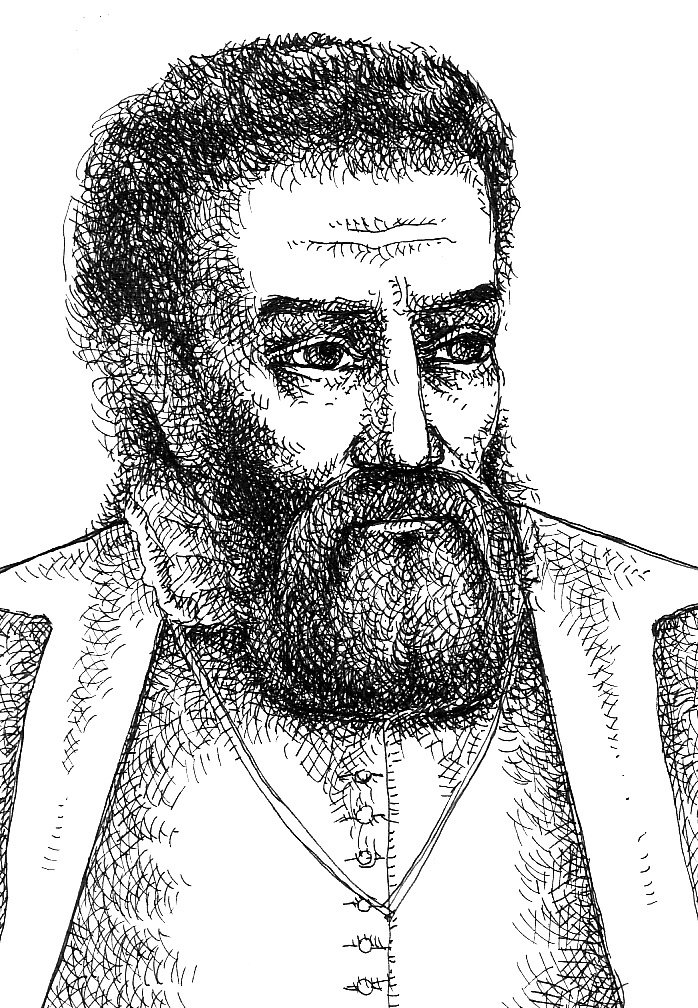
Ilosvai Selymes Péter

- 1520 körül – Ilosvai Selymes Péter magyar költő, históriás énekek szerzője († 1580 körül)
- 1520 körül – Dávid Ferenc, az Erdélyi Unitárius Egyház megalapítója és első püspöke († 1579)
- 1520 körül – Jorge de Montemayor spanyol nyelven író portugál költő, író; a 16. században népszerű pásztorregény, a Diana szerzője († 1561)
- 1520 körül – Pernette du Guillet francia költőnő († 1545)

## Halálozások
- szeptember 15. – Ilija Crijević raguzai horvát humanista költő (* 1463)
- az év folyamán – William Dunbar skót költő (* 1460 körül)
- 1520 körül – Bartolomé Torres Naharro spanyol költő, drámaíró (* 1485 körül)